# Azerbajdzjan i olympiska vinterspelen 2002
Azerbajdzjan deltog vid de olympiska vinterspelen 2002 i Salt Lake City, USA. Azerbajdzjans trupp bestod av fyra idrottare varav en var kvinna. Azerbajdzjans äldsta deltagare var Sergey Rylov (26 år, 86 dagar) och den yngsta var Elbrus Isakov (20 år, 360 dagar).

## Resultat

### Alpin skidåkning
- Slalom, Herrar
  - Elbrus Isakov - Körde ur

### Konståkning
- Herrar
  - Sergey Rylov - 24
- Isdans
  - Kristin Fraser & Igor Lukanin - 17